# Antonio da Cividale
Antonio da Cividale (également Antonius de Civitate Austrias) (fl. 1392-1421) est un maître de chapelle et un compositeur italien du début du XVe siècle, à la fin de l'époque médiévale et au début de la musique de la Renaissance. Il est l'un des rares compositeurs italiens du début du XVe siècle dont certaines des œuvres ont survécu. Elles marquent la transition entre le XIVe siècle et le début du style de la Renaissance.

## Biographie
Si quelques détails sont connus de sa vie, le début et la fin restent obscurs. Il y a eu des confusions sur la datation de certaines de ses compositions, dont certaines ont été résolues récemment, mais l'essentiel de son activité semble avoir eu lieu dans les deux premières décennies du XVe siècle. Il était un moine de l'ordre des Dominicains. De son nom, on peut déduire qu'il était de la ville de Cividale del Friuli. En 1392, il a rejoint le monastère de San Domenico à Venise. Quand le pape Grégoire XII a convoqué la conférence de Cividale en 1409, Antonio y est allé, probablement avec le cardinal Dominici, supérieur de son monastère. Entre cette date et 1414, Antonio s'est par moments installé à Florence. En 1420, il est allé probablement à Rome avec le pape Martin V, qui avait été élu récemment par le Concile de Constance; en 1421 il a écrit un motet en son honneur. Il n'y a pas de documents sur la vie ou l'activité d'Antonio après 1421.

## Datation des œuvres
Plusieurs des compositions d'Antonio ont pu être précisément datées, dont un motet de mariage qu'il a écrit pour l'union de Giorgio Ordelaffi, souverain de Forlì, avec Lucrezia degli Alidosi, mariage qui a été célébré le 3 juillet 1412. En 1414, il a écrit un motet en l'honneur de la ville de Florence et de Leonardo Dati, le nouveau Maître de l'ordre des Prêcheurs.

## Musique et influence d'Antonio da Cividale
Antonio a écrit de la musique vocale sacrée et profane. Parmi les œuvres de musique sacrée, quatre messes et six motets ont survécu (certains des motets étaient des pièces écrites pour des occasions particulières; ce sont ceux dont les dates sont connues). Les motets sont à trois ou quatre voix, les messes pour deux ou trois. Stylistiquement, les lignes sont courtes, coupées par des silences, et s'appuient sur des répétitions de courts motifs ainsi que sur leur traitement séquentiel. Il a été intéressé par des "astuces" de composition telles que des phrases qui sont chantées d'abord dans un sens, puis dans l'autre sens, et de plus, il a écrit des morceaux sous forme de canons. L'Isorythmie et d'autres particularités du style français contemporain sont au premier plan, mais contrairement aux compositeurs français, Antonio semble avoir écrit lui-même les parties de ténor de ses motets, plutôt que de les emprunter à un chant préexistant. Il était un compositeur assez prolifique, mais on ignore le nombre de ses œuvres qui a été perdu. Les six motets survivants constituent le plus grand ensemble de motets survivants et écrits par un seul et même compositeur italien du temps. La majorité de sa musique nous a été transmise dans des sources situées géographiquement dans le nord de l'Italie.
De sa musique profane, nous sont parvenus trois rondeaux, trois virelais, et une ballade. Tous sauf la ballade sont écrits en français; la ballade, Jo Vegio per stasone, est en italien. Cependant à l'exception des paroles de l'introduction, le texte en est perdu.
La musique d'Antonio et de ses contemporains ont eu une influence formatrice sur Guillaume Dufay pendant ses années passées dans la péninsule italienne.